# Pär Weihed
Pär Alf Weihed, född 19 november 1959, är en svensk professor i malmgeologi och prorektor vid Luleå tekniska universitet sedan den 6 april 2018. Weihed är utbildad vid Göteborgs universitet, där han avlade magisterexamen 1983 och disputerade i mineralogi-petrologi 1992.